# Костенурки завинаги
Вижте пояснителната страница за други значения на Костенурките нинджа.
„Костенурки завинаги“ (на английски: Turtles Forever) е анимационен филм, продуциран от 4Kids Entertainment за 25-годишнина  франчайза на Костенурките нинджа. В него се обединяват различни въплъщения на костенурките, главно тези на героите от двата сериала от 2000 г. и 2003 г. в приключение, обхващащо множество паралелни вселени. Филмът е продуциран от 4Kids Entertainment и Mirage Studios 25-тата годишнината от анимационния сериал Костенурките нинджа. Първата премиера на филма се състои в САЩ през 2009 г.

## Сюжет
Костенурките нинджа и техния учител Сплинтър се стряскат, след като виждат излъчване на костенурките и Пурпурните дракони по телевизията. Оказва се,че не са те и затова се канят да проникнат в щаба на Пурпурните дракони, за да стигнат до истината. Те откриват, че техните „самозванци“ всъщност са алтернативни версии на самите тях. Те остават заедно насаме, но Костенурките от 2003 г. немогат да контролират екипа от 1987 г., докато не идва Сплинтър, в чието присъствие Костенурките от 1987 г. обясняват, че са се телепортирали тук, след като са се били с Шрьодер от 1987 г. и Кранг за мутаген в Технодрома. По време на битката габаритният телепорт се разваля, изпращайки всички към измерението от 2003 г. Костенурките откриха Технодрома, и се биха с армия от роботи, водени от Бибоб и Рокстеди.
Когато Шрьодер от 1987 вижда двата отбора на костенурките, той предполага за възможно съществуване на друг Шрьодер в това измерение. След като бягат от костенурките, Шрьодер и Кранг намират Утром шрьодера, в леден астероид, където е в изгнание. След като Утром шрьодера се размразява, той се оказва твърде жесток, за да работи с Шрьодер от 1987 и е задържан. Осиновената му дъщеря Карай, която наблюдаваше изгнанието му, нахлува в Технодрома и го освобождава, обявявайки технологичната собственост на Технодрома за Клана на Крака.
Докато проследяват Технодрома, костенурките и Сплинтър са нападнати от Хън и Пурпурните дракони, които искат мутагена. В хода на битката Хън случайно бе изложен на веществото и се превръща в Костенурка мутант. Той се лута в каналите, докато не стига до Технодрома, и Утром шрьодера отново взема Хън на служба.
Утром шрьодера и Карай започват да надграждат Технодрума и армията от роботи, като използват остатъка от мутагена, за да направят мутантска армия. Използвайки транс-измерния портал, Утром шрьодера научава, че има много паралелни вселени, пълни с костенурки нинджа. Хън, Бибоб и Рокстеди са изпратени заедно с мутантска армия, за да заловят костенурките, пробивайки се в тяхното леговище, принуждавайки костенурките да използват свой собствен проектен портал, за да избягат във Вселената от 1987 г. Сплинтър е заловен от Хън, за да послужи като стръв, а Утром шрьодера решава да предприеме цялостно нападение над Вселената от 2003 г., за да открие мястото където костенурките се крият.
След кратък престой във Вселената от 1987 г., костенурките се завърнаха във Вселената от 2003 г. с екипировка против Технодрома. Пленени от Утром шрьодера, костенурките научават от него, че не са единствените версии в мултивселената; защото всяка от техните алтернативни версии би създала пречка за плана Шрьодер да управлява цялата вселена. Утром шрьодера възнамерява да убие Костенурките нинджа от измерението-източник, създавайки ефект на домино, което ще изтрие всяка друга вселена от костенурките нинджа в мултивселената. Всичките осем костенурки биват сканирани с ДНК. След което Технодромът се телепортира до измерението-източник (наречен „Turtle Prime“); Карай обаче се усъмнила в плана на баща си и тайно телепортира костенурките на сигурно място. За съжаление, Утром шрьодера вече е проникнал в измерението-източник и се упитва да го разруши; това предизвиква верижна реакция, която започва да изтрива всичко във Вселената от 2003 г. Нуждаейки се от подобрение на порталното си устройство, Костенурките проникват в централата на Пурпурните дракони, където Хън ги чака да им отмъсти. Когато Хън вижда как светът изчезва, Хън предава на костенурките технологията за надграждане точно преди да бъде изтрит.
Въпреки че Ейприл и Кейси също са изтрити, костенурките успяват да избягат от Вселената от 2003 г. и се телепортират до Turtle Prime. Те бързо се сблъскват с колегите си от 1984 г. и след известно обяснение дванадесетте костенурки се обединяват, за да спрат разрушенията, причинени от Утром шрьодера. По време на сбиването екзокостюмът на Утром шрьодера придобива гигантски размери и продължава да се бие с враговете си. По време на сбиването екзокостюмът е ударен в енергията, която Технодромът изстрелва и получава щети. Всички се опитват да го ударят в средата, преди Рокстеди случайно да се спъне и да изключи захранващия кабел на основния лъч на Технодрома. Утром шрьодера хваща главните костенурки и започва да ги мачка в ръката си, причинявайки на всички болка и леко полека биват изтривани. Въпреки че Карай го предупреждава, че цялата реалност, включително самият Утром шрьодер, ще изчезне, Утром шрьодера продължава да мачка главните костенурки, тъй като е твърде убеден в победата си, за да спре в този съдбоносен момент, докато Донатело не хвърля взривни бомбички в крака му, с което неволно изпуска главните костенурки и по този начин спира смъртта на Главните костенурките. След това Бибоб включва лъча на Технодрома, те начин неволно изпаряват Утром шрьодера.

## Дублаж
Нито един от оригиналните актьори не е дублирал героите от карикатурния сериал Костенурките нинджа 1987 г. и не възпроизвежда ролите си, тъй като 4Kids Productions пребивават в Ню Йорк, докато по-голямата част от първоначалния състав се намира в Калифорния, а наемането им било скъпо. Затова по-голямата част от дублажа е собственост на Lionsgate и изисква лицензионна такса, ако се излъчва в телевизионен ефир.

## Спорове относно авторски права

### Мураками / Wolf
Проблемът при създаването на карикатура са авторските права. Това важи именно с героите от анимационния сериал на Костенурките нинджа от 1987 година . Един от създателите на комиксите за костенурките, Питър Лейрд не харесал идеята за този анимационен филм, въпреки факта, че той е пряко свързан с анимационния сериал. В анимационният сериял правата принадлежат на съвсем други хора: Дейвид Уайз, Пати Хаует и Фред Улф. Поредицата е продуцирана от Murakami / Wolf, и затова Laird купува правата от аниматорите.

### Споразумение заNickelodeon
След фалита и купените акции от 4Kids, Nickelodeon купува правата и върху Костенурките нинджа през есента на 2009 г. През зимата на 2009 г. Nickelodeon пуска филма на DVD. На диска има и театрална версия на карикатурата, въпреки факта, че версията е била публикувана в уебсайта на 4Kids.